# Dino-Riders
Dino-Riders ist der Name einer erfolgreichen und populären US-amerikanischen Action-Figuren-Spielzeugreihe aus den späten 1980er-Jahren. Primär zur Vermarktung der Spielzeuge von Tyco, entstand 1988 eine 14-teilige Zeichentrickserie, die ab 1992 auch im deutschen Fernsehen, im Samstagvormittagprogramm des Senders RTL plus, zu sehen war. Zusätzlich erschienen die ersten Episoden hierzulande auf VHS. Neben der Fernsehserie entstand eine dreiteilige Comicreihe von Marvel Comics und es erschienen zahlreiche weitere Merchandising-Produkte. Ende der 1980er und Anfang der 1990er feierten das Dino-Riders-Spielzeug und die Zeichentrickserie in Nordamerika, Europa und sogar in Japan (dort unter dem Titel Busō Kyōryū Dainosu, 武装恐竜ダイノス) große Erfolge.

## Das Spielzeug
Vom Dino-Riders-Spielzeug erschienen drei Serien und schließlich noch die Ice Age-Reihe. Das Konzept, Dinosaurier mit futuristischen Waffen zu bestücken und diese als Reittiere zu nutzen, war seinerzeit ungemein erfolgreich, was nicht zuletzt an den hochwertigen und detaillierten Figuren lag. Die Dinosaurier wurden in aufwändigen, aufklappbaren Pappschachteln verkauft, die hinter einer transparenten Scheibe einsehbar waren, und allen Figuren lag ein kleines Comicheft bei, das die Hintergrundgeschichte erzählte. Je nach Größe und Opulenz des Sauriers variierte auch die Anzahl des Zubehörs, wie Waffen für die Figuren oder Dinofallen, und die Action-Figuren selbst. Weitere Spielfiguren, jeweils ein Valorianer und ein Rulonier pro Packung, waren auch separat erhältlich.
Die erste Serie, die Ende der 1980er erschien, war die Erfolgreichste und dieser folgte rasch Serie 2. Die dritte Serie wurde Anfang der 1990er nur in Europa veröffentlicht, mit wenigen Modellen, in geringer Stückzahl und zu einem Zeitpunkt, als der Hype wieder verklungen war. Dieser folgte wenig später die Dino-Riders: Ice Age-Reihe, die mit der eigentlichen Serie nur wenig gemein hatte. Diese boten nun ein Eiszeit-Szenario und Neandertaler als Figuren. Des Weiteren erschien eine Figuren-Reihe namens Dino Riders: Commando, die zwar detaillierte Soldaten, jedoch keine Saurier besaß.
Die größten und gefragtesten Figuren aller Spielzeuge, die allesamt im passenden Maßstab zueinander standen, waren die des Tyrannosaurus rex; Diplodocus und Brontosaurus. Heute sind die Figuren unter Sammlern gefragt und erzielen, besonders in Originalverpackung, hohe Preise (vor allem die seltene Serie 3).
1992 wurden die Dinosauriermodelle der Firma Tyco Industries, Inc. in den Museen der Smithsonian Institution in seiner speziellen Verpackung und ohne Spielfiguren und Zubehör unter dem Namen The Smithsonian Institution: National Museum of Natural History - Dinosaur and other prehistoric Reptile Collection und die eiszeitlichen Säugetiermodelle unter The Smithsonian Institution: National Museum of Natural History - Ice Age Mammal Collection verkauft, da das Smithsonian von der Genauigkeit der Figuren beeindruckt war.

### Serie 1
Die erste Serie des Spielzeuges brachte folgende Dinosaurier hervor (Name des Tieres, dann die Besatzung und Zugehörigkeit):
| Dinosaurier       | Besatzung                   | Zugehörigkeit |
| ----------------- | --------------------------- | ------------- |
| Tyrannosaurus rex | Krulos, Bitor und Cobrus    | Rulonier      |
| Triceratops       | Hammerhead und Sidewinder   | Rulonier      |
| Deinonychus       | Antor                       | Rulonier      |
| Diplodocus        | Questar, Mind-Zei und Aries | Dino Riders   |
| Pteranodon        | Rasp                        | Rulonier      |
| Torosaurus        | Gunnur und Magnus           | Dino Riders   |
| Monoclonius       | Mako                        | Rulonier      |
| Deinonychus       | Sky                         | Dino Riders   |
| Styracosaurus     | Turret                      | Dino Riders   |
| Ankylosaurus      | Sting                       | Rulonier      |
| Pterodactylus     | Llahd                       | Dino Riders   |
| Quetzalcoatlus    | Yungstar                    | Dino Riders   |

### Serie 2
Die zweite Serie des Spielzeuges brachte folgende Dinosaurier hervor (Name des Tieres, dann die Besatzung und Zugehörigkeit):
| Dinosaurier        | Besatzung            | Zugehörigkeit |
| ------------------ | -------------------- | ------------- |
| Brontosaurus       | Ian, Serena und Ayce | Dino Riders   |
| Stegosaurus        | Vega und Tark        | Dino Riders   |
| Placerias          | Skate                | Rulonier      |
| Kentrosaurus       | Krok                 | Rulonier      |
| Dimetrodon         | Shado                | Dino Riders   |
| Edmontonia         | Axis                 | Dino Riders   |
| Protoceratops      | Kanon                | Dino Riders   |
| Struthiomimus      | Nimbus               | Dino Riders   |
| Pachycephalosaurus | Tagg                 | Dino Riders   |
| Saurolophus        | Lokus                | Rulonier      |

### Serie 3
Die dritte Serie des Spielzeuges brachte folgende Dinosaurier hervor (Name des Tieres, dann die Besatzung und Zugehörigkeit):
| Dinosaurier      | Besatzung | Zugehörigkeit |
| ---------------- | --------- | ------------- |
| Pachyrhinosaurus | Atlas     | Dino Riders   |
| Chasmosaurus     | Llava     | Dino Riders   |
| Quetzalcoatlus   | Algar     | Rulonier      |

### Ice Age
Die „Ice Age“-Reihe des Spielzeuges brachte folgende Figuren hervor (Name des Tieres, dann die Besatzung und Zugehörigkeit):
| Dinosaurier    | Besatzung | Zugehörigkeit |
| -------------- | --------- | ------------- |
| Mammut         | Grom      | Neandertaler  |
| Entelodon      | Zar       | Neandertaler  |
| Säbelzahntiger | Kub       | Neandertaler  |
| Riesenfaultier | Ulk       | Neandertaler  |

## Weiteres
Ein möglicher Dino-Riders-Realfilm kam 2015 nicht über die Konzeptphase hinaus. Popkulturelle Spuren hinterließ das Spielzeug etwa in der Figur des Rex aus der Toy Story-Filmreihe, die dem Tyrannosaurus der Dino-Riders nachempfunden ist und die im ersten Film eine deutliche Anspielung hinterlässt, sowie in South Park (Episode: Fantasieland – Teil 3) und bei Robot Chicken. 
Tyco wurde 1996 von Mattel aufgekauft, welches die Marke aber lange ungenutzt ließ, aber dennoch einen Verkauf der Rechte an Hasbro ablehnte. Im Herbst 2020 kündigte Mattel schließlich ein neues Dino-Riders-Set an, das jedoch nur wenig mit dem ursprünglichen Spielzeug gemein hat: Unbewegliche, einfarbige Figuren (Rulonier in lila, Valorianer in grün) in kleinem Maßstab, die mehr an klassische Plastiksoldaten erinnern. Ende Februar 2021 soll das Set, mit sechs Sauriern und 15 Figuren, in den Handel kommen.

## Hintergrundgeschichte der Zeichentrickserie
Der Hintergrund der Spielzeuge, den die Serie aufgreift, erzählt die Geschichte der Valorianer; friedliche, telepathisch begabte Menschen. Deren Heimatplanet wurde von den bösen Ruloniern, Humanoide mit Köpfen von Reptilien, Fischen oder Insekten, angegriffen und erobert, so dass sich vierhundert Überlebende zur Flucht in einem großen Raumschiff entschließen. Dieses Raumschiff dient auch als Zeitmaschine und dadurch werden die Flüchtlinge in das Sonnensystem auf die prähistorische Erde gebracht. Dabei benutzten sie den experimentellen „Space-Time Energy Projector“. Doch dummerweise wurden die Rulonier, die die Valorianer auf ihrer Flucht verfolgt haben, mit in die Vergangenheit auf die Erde gezogen, da sich diese mit einem Traktorstrahl am Schiff der Menschen festhielten, während dieses den Zeitsprung durchführte. 
Auf der Erde gestrandet, rekrutieren beide Gruppen die Dinosaurier für sich, um mit diesen als Reit- und Kampftieren auf der Erde ihren Krieg weiter zu führen. Die Valorianer nutzen dabei ihre telepathischen Fähigkeiten, mit denen sie auch mit den Dinosauriern kommunizieren können, und bewegen diese zu einer freiwilligen Mitarbeit. Die Rulonier hingegen fangen die Saurier und setzen diesen sogenannte „Brain-Boxes“, Helme oder Kappen aus Metall, auf, mit denen die Tiere nun kontrolliert werden, die bedingungslos ihren Herren gehorchen. Beide Parteien rüsteten die Dinosaurier mit großen Waffenplattformen und Lasern aus, mit denen sie nun in den Kampf ziehen. 
Beim Absturz auf die Erde wurde unglücklicherweise der „Space-Time Energy Projector“ beschädigt, der zur Rückkehr in die eigene Zeit und Galaxie vonnöten ist. Die Valorianer suchen daher auf der Erde nach Materialien, um diesen zu reparieren. Auch die Rulonier wollen zurückkehren, wollen sich den „Space-Time Energy Projector“ jedoch mit Gewalt unter den Nagel reißen, weshalb es nun häufig zu Kämpfen kommt. Die Rulonier werden dabei vom bösen Krulos angeführt, die Valorianer vom tapferen Questar, die sich fortan Dino-Riders nennen.